# حديثات الجلد
حديثات الجلد (الاسم العلمي: Neodermata) هي شعيبة من الحيوانات تتبع الشعبة الديدان المسطحة.

## التصنيف
- الديدان الشريطية
  - الشريطيات الحقيقية
    - حلقيات المحاجم